# Saeed Al-Mowalad
Saeed Al-Mowalad (Gedda, 28 febbraio 1993) è un calciatore saudita, difensore dell'Al-Wahda e della nazionale saudita.

## Carriera

### Club
Ha sempre giocato nel campionato saudita.

### Nazionale
Ha esordito in Nazionale nel 2014.

## Palmarès
- Coppa del Principe della Corona saudita: 1

Al-Ahli: 2014-2015